# Jean-Chrysostome de Saint-Matthieu
Jean Hustin († 1652) est un carme déchaux, originaire de la Principauté de Liège, missionnaire en Perse et confesseur de Marguerite de la Mère de Dieu, sous le nom de Jean-Chrysostome de Saint-Matthieu.

## Biographie
Jean Hustin est né à Liège (Belgique) ou dans ses environs, vers la fin du XVIe siècle. Ordonné prêtre, il enseigne quelque temps la philosophie au séminaire épiscopal de son diocèse, avant d'entrer chez les carmes déchaux de Bruxelles, dans les Pays-Bas Espagnols, le 23 septembre 1621. Au terme du noviciat, il est affecté à la formation philosophique et théologique des jeunes religieux de son ordre, au couvent dit du Placet, qui venait d'être fondé, le 14 septembre 1621, à Louvain, près de la porte de Bruxelles. Après avoir exercé d'autres fonctions, il se voit invité à Rome par ses supérieurs généraux. Dans la Ville éternelle, le pape Urbain VIII lui confie le diocèse d'Ispahan, où les carmes déchaux avaient établi une mission depuis 1623. Revenu de Perse à une époque indéterminée, il occupera les charges de prieur et de définiteur dans sa province d'origine, avant de décéder à Bruxelles, le 21 janvier 1652. Confesseur de la carmélite déchaussée Marguerite de la Mère de Dieu, il avait traduit en français l'autobiographie spirituelle de celle-ci, sous le titre suivant : La vie de la sœur Marguerite de la Mère de Dieu, Carmélite converse de Bruxelles. Restée manuscrite, la traduction était conservée, au XVIIIe siècle, chez les déchaux bruxellois.